# Higueruelas
Higueruelas – gmina w Hiszpanii, w prowincji Walencja, we wspólnocie autonomicznej Walencja, o powierzchni 18,8 km². W 2011 roku liczyła 509 mieszkańców.